# 7 lutego
7 lutego jest 38. dniem w kalendarzu gregoriańskim. Do końca roku pozostało 327 (w latach przestępnych 328) dni.

## Święta
- Imieniny obchodzą: Alfons, Antoni, Egidia, Egidiusz, Eugenia, Idzi, Jakub, Mojżesz, Partenia, Parteniusz, Romeusz, Romuald, Rozalia, Ryszard, Sulimir, Sulisław, Teodor i Wilhelm
- Grenada – Święto Niepodległości
- Wspomnienia i święta w Kościele katolickim[1][2] obchodzą:
  - bł. Anzelm Polanco Fontecha (biskup i męczennik) i bł. Filip Ripoll Morata (prezbiter i męczennik)
  - św. Idzi Maria od św. Józefa (franciszkanin)
  - bł. Klara Szczęsna (zakonnica)
  - św. Koleta Boylet (zakonnica)
  - bł. Pius IX (papież)
  - bł. Rozalia Rendu (szarytka)
  - św. Ryszard z Lukki (ojciec m.in. św. Walburgii)
- Międzynarodowy Dzień Solidarności z Białorusią – z inicjatywy Swiatłany Cichanouskiej

## Wydarzenia w Polsce

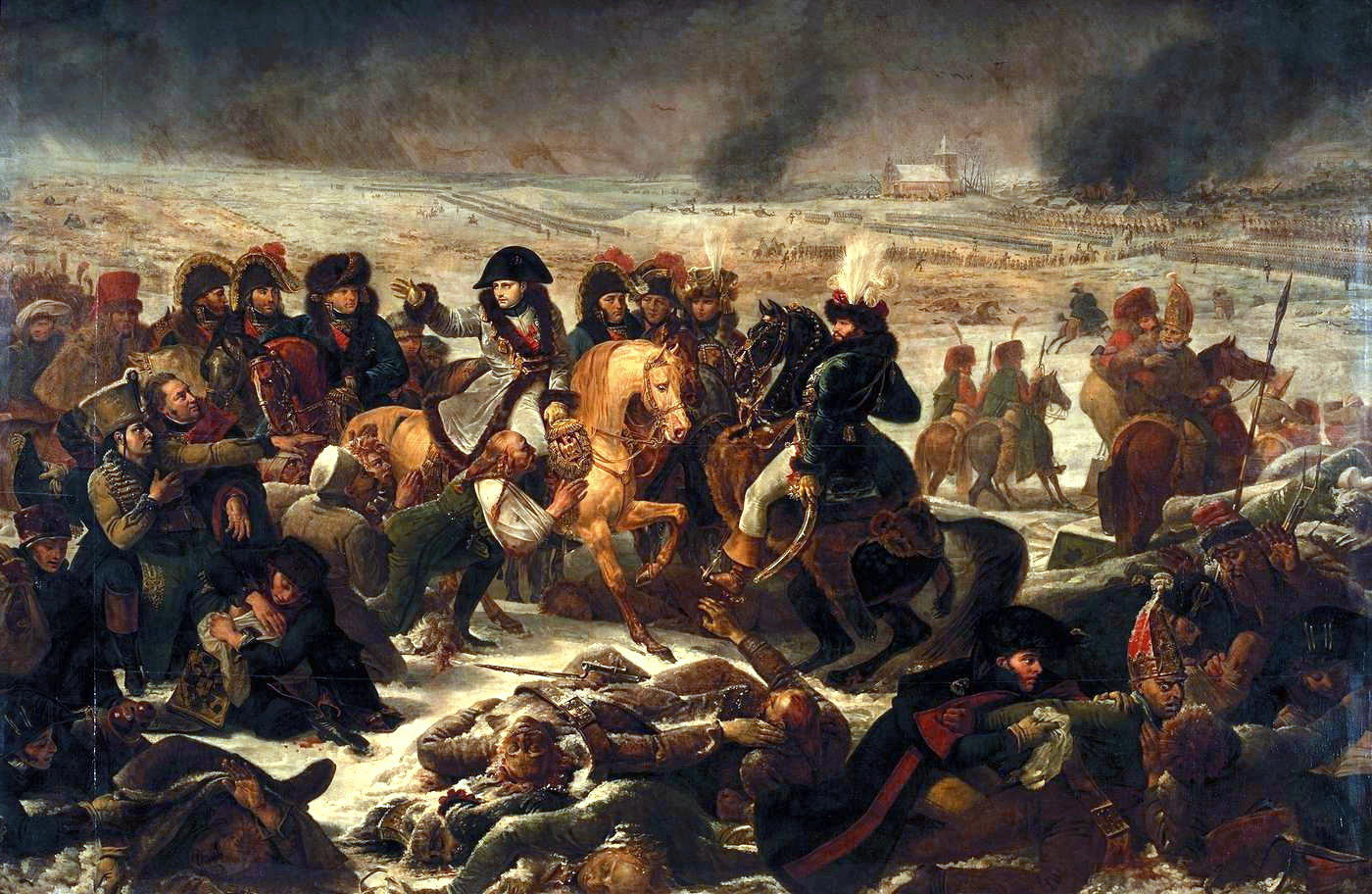
Napoleon Bonaparte na polu bitwy pod Iławą Pruską (1807)

- 1249 – Zawarto układ w Dzierzgoniu kończący I powstanie pruskie przeciw Krzyżakom.
- 1422 – Król Władysław II Jagiełło poślubił swą czwartą i ostatnią żonę Zofię Holszańską.
- 1454 – Wojna trzynastoletnia: kapitulacja załogi krzyżackiego zamku w Papowie Biskupim przed wojskami polskimi i czeskimi najemnikami.
- 1807 – IV koalicja antyfrancuska: rozpoczęła się bitwa pod Iławą Pruską.
- 1831 – Powstanie listopadowe: Sejm Królestwa Polskiego powziął uchwałę o kokardzie narodowej, czyli o polskich barwach narodowych. Była to pierwsza w historii regulacja prawna w tej sprawie.
- 1863 – Powstanie styczniowe: zwycięstwo wojsk rosyjskich w bitwie pod Siemiatyczami i powstańców w bitwie w Sosnowcu.
- 1867 – We Lwowie powstało polskie Towarzystwo Gimnastyczne „Sokół”.
- 1908 – W Warszawie uruchomiono Elektrownię Tramwajową.
- 1909 – Została zarejestrowana Śląska Partia Ludowa.
- 1915 – I wojna światowa: rozpoczęła się bitwa nad jeziorami mazurskimi.
- 1919:
  - Powołano Najwyższą Izbę Kontroli, Prokuratorię Generalną Rzeczypospolitej Polskiej oraz Archiwum Akt Nowych pod nazwą Archiwum Wojskowego.
  - Wydano dekret o powszechnym obowiązku służby wojskowej i o obowiązku szkolnym.
- 1923 – Podpisano polsko-radziecką konwencję sanitarną.
- 1931 – W Warszawie otwarto lokal gastronomiczno-rozrywkowy „Adria“.
- 1935 – Zawarto polsko-brytyjski układ handlowy.
- 1939 – Do Gdyni przypłynął zbudowany w holenderskiej stoczni okręt podwodny ORP „Orzeł”.
- 1943 – W nocy na 8 lutego, w pierwszej akcji bojowej UPA, oddział Hryhorija Perehijniaka zaatakował niemiecki posterunek we Włodzimiercu, po czym udał się do kolonii Parośla I, gdzie 9 lutego dokonał masowego mordu na Polakach, uznawanego za początek rzezi wołyńskiej.
- 1945 – Niezidentyfikowany bliżej oddział niemiecki zamordował 13 mieszkańców leśnej osady Białe (powiat lubawski), w tym 5 kobiet i 6 dzieci.
- 1949 – Ukazało się pierwsze wydanie czasopisma młodzieżowego „Świat Młodych”.
- 1959 – Premiera filmu wojennego Orzeł w reżyserii Leonarda Buczkowskiego.
- 1969 – Premiera filmu psychologicznego Samotność we dwoje w reżyserii Stanisława Różewicza.
- 1974 – Rada Państwa wydała dekret o ustanowieniu Medalu 30-lecia Polski Ludowej.
- 1984 – W Sławęcinie pod Inowrocławiem znaleziono ciało Piotra Bartoszcze, działacza NSZZ Rolników Indywidualnych „Solidarność”.
- 1985 – W Toruniu zakończył się proces zabójców ks. Jerzego Popiełuszki.
- 1992 – Z oficjalną wizytą do Polski przybył prezydent RPA Frederik Willem de Klerk.
- 2002 – Urząd Ochrony Państwa zatrzymał prezesa PKN Orlen Andrzeja Modrzejewskiego, co zapoczątkowało tzw. aferę Orlenu.
- 2007 – W Warszawie otwarto centrum handlowo-biurowo-rozrywkowe „Złote Tarasy”.
- 2010 – W Sali Kongresowej w Warszawie rozlosowano grupy eliminacyjne do turnieju UEFA Euro 2012 w Polsce i na Ukrainie.
- 2014 – Premiera thrillera politycznego Jack Strong w reżyserii Władysława Pasikowskiego.

## Wydarzenia na świecie
- 457 – Leon I został cesarzem bizantyńskim.
- 1238 – Wojska mongolskie zdobyły Włodzimierz w dzisiejszej Rosji.
- 1301 – Przyszły król Anglii Edward II otrzymał jako pierwszy angielski książę tytuł księcia Walii.
- 1311 – Jan Luksemburski został koronowany na króla Czech.
- 1435 – Zhu Qizhen został cesarzem Chin.
- 1497 – W ostatnim dniu karnawału na Placu Signorii we Florencji odbyły się zorganizowane przez Girolamo Savonarolę tzw. fajerwerki próżności, podczas których spalono na stosie tysiące akcesoriów karnawałowych, kosmetyków, zwierciadeł, instrumentów muzycznych, kart, szachów, kości do gry, nieskromnych obrazów i książek.
- 1550 – Kardynał Giovanni Maria Ciocchi del Monte został wybrany na papieża i przyjął imię Juliusz III.
- 1736 – Nicolò Cattaneo został dożą Genui.
- 1783 – Wojna o niepodległość Stanów Zjednoczonych: sprzymierzone z Amerykanami wojska hiszpańsko-francuskie zakończyły trwające od czerwca 1779 roku nieudane wielkie oblężenie Gibraltaru.
- 1795 – Weszła w życie 11. poprawka do Konstytucji Stanów Zjednoczonych dotycząca prawa występowania z powództwem wobec indywidualnych stanów.
- 1796 – Cesarz Chin Qianlong abdykował na rzecz swego syna Jiaqinga.
- 1812 – Miasteczko New Madrid w dolinie Missisipi nawiedziło ostatnie spośród trwającej od 16 grudnia 1811 roku serii trzęsień ziemi, najpotężniejszych w historii wschodnich USA.
- 1831 – Została uchwalona konstytucja Belgii.
- 1842 – Stoczono bitwę pod Debre Tabor w czasie walk o władzę w Etiopii.
- 1855 – Japonia i Rosja zawarły w Shimodzie traktat o handlu, nawigacji i delimitacji, otwierający 3 japońskie porty dla handlu rosyjskiego i wyznaczający wspólną granicę na Kurylach.
- 1863 – Niedaleko Auckland na Nowej Zelandii zatonęła brytyjska korweta HMS „Orpheus”, w wyniku czego zginęło 189 spośród 259 osób na pokładzie.
- 1865 – Wojna secesyjna: zwycięstwo wojsk Unii w bitwie nad Hatcher’s Run.
- 1878 – Austriacki astronom Johann Palisa odkrył planetoidę (182) Elsa.
- 1882 – Cesarz Chin Guangxu ustanowił Order Podwójnego Smoka.
- 1887 – Poświęcono bazylikę św. Mikołaja w Amsterdamie.
- 1889 – W San Francisco założono Towarzystwo Astronomiczne Pacyfiku (ASP).
- 1896 – Niemiecki astronom Max Wolf odkrył planetoidę (415) Palatia.
- 1901 – Królowa Holandii Wilhelmina wyszła za mąż za księcia Henryka Meklemburskiego.
- 1903:
  - Uruchomiono komunikację tramwajową w Oklahoma City.
  - Założono holenderski klub piłkarski VVV Venlo.
- 1904 – W wyniku pożaru w Baltimore zniszczeniu uległo 1500 budynków.
- 1910 – Odbyły się pierwsze zawody na torze bobslejowym Olympia-Bobbahn Rießersee w niemieckim Garmisch-Partenkirchen.
- 1912 – Oficjalnie otwarto północną linię kolejową łączącą port morski Tanga z Aruszą u podnóża Kilimandżaro w Niemieckiej Afryce Wschodniej (dzisiejsza Tanzania).
- 1914 – Premiera amerykańskiej komedii filmowej Charlie jest zadowolony z siebie w reżyserii Henry’ego Lehrmana i z udziałem Charliego Chaplina.
- 1915 – Założono szwedzki klub piłkarski Landskrona BoIS.
- 1917 – I wojna światowa: niemiecki okręt podwodny SM U-85 storpedował i zatopił transatlantyk SS „California” (41 lub 43 ofiary) i parowiec SS „Vedamore” (23 ofiary).
- 1919 – Założono szwedzkie linie lotnicze Svensk Lufttrafik.
- 1920 – W Rosji Radzieckiej z przekształcenia Ludowego Komisariatu Kontroli Państwowej powstał Ludowy Komisariat Inspekcji Robotniczo-Chłopskiej.
- 1922:
  - António Maria da Silva został po raz drugi premierem Portugalii.
  - U wybrzeży Danii zatonął po zgnieceniu przez lód masowiec SS „Kraków”. 14-osobowa załoga dotarła po lodzie na brzeg.
- 1925 – W ZSRR założono Związek Wojujących Bezbożników.
- 1931 – W Noank w stanie Connecticut amerykańska pisarka, dziennikarka i pilotka Amelia Earhart poślubiła wydawcę George’a P. Putnama.
- 1938 – Przed Sądem Specjalnym w Berlinie rozpoczął się proces pastora i działacza antynazistowskiego Martina Niemöllera.
- 1939 – Hiszpańska wojna domowa: rozpoczęła się bitwa o Minorkę.
- 1940 – Premiera amerykańskiego filmu animowanego Pinokio.
- 1941 – II wojna światowa w Afryce: zwycięstwo wojsk brytyjsko-australijskich nad włoskimi w bitwie pod Beda Fomm w Libii (6-7 lutego).
- 1942 – Chorwaccy ustasze dokonali masakry 2300 Serbów pod Banja Luką.
- 1943:
  - Bitwa o Atlantyk: na południe od Islandii brytyjski bombowiec B-17 Flying Fortress zatopił bombami głębinowymi niemiecki okręt podwodny U-624 wraz z całą, 45-osobową załogą.
  - Rozpoczęła się likwidacja getta żydowskiego w Słucku na Białorusi.
- 1950 – W dolinie Bejt Netofa odnotowano najniższą temperaturę w historii Izraela (–13,7 °C).
- 1958:
  - Odbyła się prezentacja holenderskiego samochodu osobowego DAF 600.
  - Została utworzona amerykańska Agencja Zaawansowanych Projektów Badawczych Departamentu Obrony (DARPA).
- 1959 – Amerykanie Robert Timm i John Cook ustanowili na samolocie Cessna 172 rekord w najdłuższym locie z tankowaniem w powietrzu (64 dni 22 godziny 19 minut i 5 sekund).
- 1962:
  - 299 górników zginęło w wyniku eksplozji w kopalni węgla kamiennego w Völklingen w niemieckim Zagłębiu Saary.
  - USA wprowadziły embargo na handel z Kubą.
- 1964 – Beatlemania: grupa The Beatles rozpoczęła swe pierwsze tournée po USA.
- 1967 – W wyniku pożaru buszu na Tasmanii zginęły 62 osoby, 900 zostało rannych, a ponad 7 tysięcy ludzi straciło dach nad głową.
- 1969 – 9 osób zginęło, a 40 zostało rannych w zderzeniu pociągów w Violet Town w Australii.
- 1971 – Szwajcarzy opowiedzieli się w referendum za przyznaniem kobietom prawa głosu w wyborach federalnych.
- 1972 – Jack Marshall został premierem Nowej Zelandii.
- 1973 – Senat USA powołał komisję śledczą do zbadania afery Watergate.
- 1974:
  - Grenada uzyskała niepodległość (od Wielkiej Brytanii).
  - Premiera komedii filmowej Płonące siodła w reżyserii Mela Brooksa.
- 1981:
  - Krótko po starcie z Leningradu rozbił się mający lecieć do Władywostoku samolot Tu-104 z 70 (lub 52) oficerami, w tym 24 admirałami i generałami. Wszyscy pasażerowie i załoga zginęli.
  - W pożarze namiotu cyrkowego w Bengaluru w południowych Indiach zginęły 92 osoby (w tym 56 dzieci), a ok. 300 odniosło obrażenia.
- 1986 – W sfałszowanych według opozycji wyborach prezydenckich na Filipinach ubiegający się o reelekcję Ferdinand Marcos pokonał Corazon Aquino.
- 1991:
  - IRA dokonała ostrzału moździerzowego siedziby brytyjskiego premiera na 10 Downing Street, nie powodując żadnych ofiar.
  - Jean-Bertrand Aristide został prezydentem Haiti.
- 1992 – Podpisano traktat z Maastricht powołujący do życia Unię Europejską.
- 1996 – René Préval został po raz pierwszy prezydentem Haiti.
- 1998 – W japońskim Nagano rozpoczęły się XVIII Zimowe Igrzyska Olimpijskie.
- 1999 – Abdullah II został królem Jordanii.
- 2000 – Stjepan Mesić zwyciężył w II turze wyborów prezydenckich w Chorwacji.
- 2003 – W wyniku wybuchu samochodu-pułapki przed klubem El Nogal w Bogocie zginęło 36 osób, a ponad 200 zostało rannych.
- 2008 – Obrączkowe zaćmienie Słońca widoczne nad Antarktyką, Australią i Nową Zelandią.
- 2009:
  - Co najmniej 23 osoby zginęły w demonstracji przeciwko prezydentowi Madagaskaru Marcowi Ravalomananie.
  - Początek wielkich pożarów buszu w australijskim stanie Wiktoria, które pochłonęły ponad 200 ofiar.
  - W Pakistanie został zamordowany przez talibów polski geolog Piotr Stańczak.
- 2010:
  - Laura Chinchilla jako pierwsza kobieta wygrała wybory prezydenckie w Kostaryce.
  - Wiktor Janukowycz zwyciężył w II turze wyborów prezydenckich na Ukrainie, pokonując Julię Tymoszenko.
- 2012 – Prezydent Malediwów Mohamed Nasheed ustąpił ze stanowiska w wyniku protestów społecznych. Nowym prezydentem został dotychczasowy wiceprezydent Mohammed Waheed Hassan.
- 2013 – 51 osób zginęło, a 28 zostało rannych w wyniku zderzenia autobusu z ciężarówką w zambijskim mieście Chibombo.
- 2014 – W rosyjskim Soczi rozpoczęły się XXII Zimowe Igrzyska Olimpijskie.
- 2015 – Obraz Nafea Faa Ipoipo autorstwa Paula Gauguina został sprzedany przez szwajcarskich właścicieli za 300 mln dolarów, co uczyniło go najdrożej sprzedanym dziełem sztuki w historii.
- 2017 – Jovenel Moïse został prezydentem Haiti.
- 2018 – Wojna domowa w Syrii: kilkusetosobowy oddział rosyjskiej grupy Wagnera walczący po stronie syryjskich wojsk rządowych, wspierany przez artylerię i czołgi, podjął próbę ataku na pole gazowe w rejonie miasta Dajr az-Zaur na wschodzie kraju, opanowane przez Syryjskie Siły Demokratyczne (SDF). Obrońcy, wśród których znajdowali się żołnierze amerykańskich wojsk specjalnych, uzyskali wsparcie amerykańskiego lotnictwa, odpierając atak przy stratach własnych podawanych jako jeden ranny. Po liczbie rannych trafiających w kolejnych dniach do rosyjskich szpitali wojskowych, agencja Reuters oszacowała liczbę poszkodowanych Rosjan na 300 osób, a o „setkach zabitych” pisał rosyjski dziennik „Kommiersant”.
- 2021 – Wojna domowa w Somalii: w wyniku wybuchu przydrożnej bomby w Dhuusamarreeb w środkowej części kraju zginęło 13 agentów Narodowej Agencji Wywiadu i Bezpieczeństwa (NISA).
- 2022 – Félix Moloua został premierem Republiki Środkowoafrykańskiej.

## Eksploracja kosmosui zdarzenia astronomiczne
- 1977 – Rozpoczęła się załogowa misja kosmiczna Sojuz 24.
- 1979 – Planeta karłowata Pluton (wówczas uważany za dziewiątą planetę) znalazł się bliżej Słońca niż Neptun (do 11 lutego 1999 roku).
- 1984 – Astronauta Bruce McCandless, członek załogi wahadłowca Challenger, odbył pierwszy spacer kosmiczny bez stałego połączenia ze statkiem kosmicznym.
- 1999 – Z przylądka Canaveral na Florydzie wystartowała rakieta Delta II z sondą kosmiczną Stardust na pokładzie.

## Urodzili się
- 574 – Shōtoku, książę, regent Japonii (zm. 622)
- 1102 – Matylda, cesarzowa Niemiec (zm. 1167)
- 1270 – William Wallace, szkocki przywódca narodowy (zm. 1305)
- 1478 – Tomasz More, angielski myśliciel, pisarz, polityk, święty (zm. 1535)
- 1528 – Dorota, księżniczka pomorska, szczecińska i wołogoska, hrabina Mansfeld (zm. 1558)
- 1598 – Michał de Aozaraza, hiszpański dominikanin, misjonarz, męczennik, święty (zm. 1637)
- 1606 – (data chrztu) Nicolas Mignard, francuski malarz, grawer (zm. 1668)
- 1612 – Thomas Killigrew, angielski dramaturg (zm. 1683)
- 1622 – Wiktoria della Rovere, wielka księżna Toskanii (zm. 1694)
- 1644 – Nils Bielke, szwedzki hrabia, feldmarszałek, polityk, dyplomata (zm. 1716)
- 1654 – Maria Selvaggia Borghini, włoska poetka, tłumaczka (zm. 1731)
- 1676 – Mechitar z Sebasty, ormiański zakonnik, filolog, pisarz (zm. 1749)
- 1689 – Karol Fryderyk Wirtemberski, książę oleśnicki (zm. 1761)
- 1693 – Anna Romanowa, cesarzowa Rosji (zm. 1740)
- 1709 – Charles de Brosses, francuski prawnik, filolog, encyklopedysta (zm. 1777)
- 1741 – Johann Heinrich Füssli, szwajcarski malarz, rysownik, poeta (zm. 1825)
- 1750 – Romuald Tadeusz Giedroyć, polski generał, wolnomularz (zm. 1824)
- 1753 – Rhijnvis Feith, holenderski prozaik, poeta (zm. 1824)
- 1766 – Joseph Franz von Jacquin, austriacki naukowiec (zm. 1839)
- 1780 – Gaspare Bernardo Pianetti, włoski duchowny katolicki, biskup Viterbo-Tuscanii, kardynał (zm. 1862)
- 1795 – Anders Fryxell, szwedzki duchowny protestancki, historyk (zm. 1881)
- 1801 – Wilhem de Haan, holenderski zoolog (zm. 1855)
- 1802 – Hilary Walenty Meciszewski, polski publicysta, reżyser teatralny, polityk (zm. 1855)
- 1803 – Romuald Hube, polski historyk, prawnik, wykładowca akademicki, polityk (zm. 1890)
- 1804:
  - John Deere, amerykański kowal, przemysłowiec (zm. 1886)
  - Mykoła Markewycz, ukraiński i rosyjski historyk, etnograf, poeta, kompozytor, porucznik (zm. 1860)
- 1807:
  - Teodor Baranowski, polski przedsiębiorca, radny krakowski (zm. 1898)
  - Teodor Napoleon Jacobi, polski malarz (zm. 1867)
- 1809 – Frederik Paludan-Müller(inne języki), duński poeta (zm. 1876)
- 1812 – Charles Dickens, brytyjski pisarz (zm. 1870)
- 1814 – Romuald Żurowski, polski szlachcic, powstaniec (zm. 1883)
- 1816:
  - Józef Walenty Budynowicz, polski fortepianmistrz, majster cechowy (zm. 1886)
  - Józef Bohdan Dziekoński, polski pisarz, grafik (zm. 1855)
  - Jean-Frédéric Frenet, francuski matematyk, astronom, meteorolog, wykładowca akademicki (zm. 1900)
- 1817 – LeRoy Pope Walker, amerykański (konfederacki) generał, polityk (zm. 1884)
- 1819 – Augustin Marie Morvan, francuski lekarz, polityk, pisarz (zm. 1897)
- 1820 – Frederick Stone, amerykański prawnik, polityk (zm. 1899)
- 1821 – Romuald Pląskowski, polski psychiatra, internista (zm. 1896)
- 1823 – Richard Genée, niemiecki kompozytor i librecista operetkowy (zm. 1895)
- 1824 – William Huggins, brytyjski astronom, fizyk (zm. 1910)
- 1826 – Sylvain Salnave, haitański generał, polityk, prezydent Haiti (zm. 1870)
- 1828 – Adolphe-Louis-Albert Perraud, francuski duchowny katolicki, biskup Autun, kardynał (zm. 1906)
- 1829:
  - Abel Beach, amerykański prawnik, wykładowca akademicki, poeta (zm. 1899)
  - Ryszard Zawadzki, polski prawnik, sędzia, polityk (zm. 1887)
- 1833:
  - Jacob Mendes Da Costa, amerykański lekarz, wykładowca akademicki pochodzenia żydowskiego (zm. 1900)
  - Walentyna Łempicka, polska zakonnica, Służebnica Boża (zm. 1918)
  - Ricardo Palma, peruwiański pisarz, bibliotekarz, dziennikarz, polityk (zm. 1919)
- 1837:
  - José Jiménez Aranda, hiszpański malarz (zm. 1903)
  - James Murray, szkocki leksykograf, filolog, wykładowca akademicki (zm. 1915)
- 1840:
  - Maria Elżbieta Turgeon, kanadyjska zakonnica, błogosławiona (zm. 1881)
  - Charles Warren, brytyjski oficer, komisarz londyńskiej policji miejskiej (zm. 1927)
  - Bronisława Wolska, polska aktorka (zm. 1926)
- 1842 – Alexandre Ribot, francuski polityk, premier Francji (zm. 1923)
- 1845 – Romuald Wiadrowski, polski duchowny katolicki, uczestnik powstania styczniowego (zm. 1937)
- 1846 – Władimir Makowski, rosyjski malarz (zm. 1920)
- 1848:
  - Witold Aleksandrowicz, polski śpiewak operowy (baryton), pedagog (zm. 1906)
  - Edward Romuald Bogusławski, polski historyk, publicysta, pedagog (zm. 1917)
  - Romuald Iszkowski, polski inżynier hydrotechnik (zm. 1904)
  - Adolf Weil, niemiecki lekarz (zm. 1916)
- 1849 – Piotr Wawrzyniak, polski duchowny katolicki, działacz społeczny i gospodarczy (zm. 1910)
- 1850:
  - Romuald Frydrychowicz, polski duchowny katolicki, historyk regionalny (zm. 1932)
  - Aleksander Semkowicz, polski historyk, wykładowca akademicki (zm. 1923)
- 1851 – Robert Jackson Gamble, amerykański polityk, senator (zm. 1924)
- 1853 – Eduard Schnack, austriacki mistrz kominiarski, botanik samouk, kolekcjoner, muzealnik, działacz społeczny, filantrop (zm. 1941)
- 1854 – Nikołaj Kruzensztern, rosyjski generał kawalerii (zm. 1940)
- 1856 – Emanuel Felke, niemiecki pastor, naturoterapeuta (zm. 1926)
- 1857 – Alfred Lyttelton, brytyjski arystokrata, polityk, krykiecista, piłkarz (zm. 1913)
- 1858:
  - Amédée-François Lamy, francuski wojskowy, podróżnik (zm. 1900)
  - Wanda Podgórska, polska pisarka, działaczka społeczna (zm. 1911)
- 1860 – Tadeusz Starzewski, polski prawnik, notariusz, publicysta, działacz polityczny (zm. 1931)
- 1862:
  - Sante De Sanctis, włoski psycholog, psychiatra (zm. 1935)
  - Bernard Maybeck, amerykański architekt (zm. 1957)
- 1863:
  - Edward M. Bassett, amerykański polityk (zm. 1948)
  - Joseph Smith Fletcher, brytyjski pisarz, dziennikarz (zm. 1935)
  - Mieczysław Sołtys, polski kompozytor, dyrygent, pedagog (zm. 1929)
- 1864:
  - Ricardo Castro Herrera, meksykański kompozytor, pianista (zm. 1907)
  - Stéphane Gsell, francuski archeolog, historyk starożytności (zm. 1932)
- 1867 – Laura Ingalls Wilder, amerykańska pisarka (zm. 1957)
- 1868 – Aleen Cust, irlandzka weterynarz (zm. 1937)
- 1870:
  - Alfred Adler, austriacki psychiatra, psycholog, pedagog (zm. 1937)
  - Piotr Struwe, rosyjski polityk, ekonomista, publicysta (zm. 1944)
- 1871 – Wilhelm Stenhammar, szwedzki kompozytor, pianista, dyrygent (zm. 1927)
- 1872 – Czesław Klarner, polski inżynier technolog, polityk (zm. 1957)
- 1873:
  - Thomas Andrews, irlandzki konstruktor statków (zm. 1912)
  - Charles Dixon, brytyjski tenisista (zm. 1939)
- 1874:
  - Józef Brudziński, polski neurolog, pediatra, wykładowca akademicki, działacz społeczny i polityczny (zm. 1917)
  - Jan Miklaszewski, polski leśnik (zm. 1944)
- 1876 – Romuald Jałbrzykowski, polski duchowny katolicki, arcybiskup wileński (zm. 1955)
- 1877:
  - Camillo Caccia Dominioni, włoski kardynał (zm. 1946)
  - Godfrey Harold Hardy, brytyjski matematyk, wykładowca akademicki (zm. 1947)
  - Feliks Nowowiejski, polski kompozytor, dyrygent (zm. 1946)
  - Gabriel Sokolnicki, polski inżynier elektryk, przedsiębiorca, polityk, działacz społeczny, wykładowca akademicki (zm. 1975)
- 1879 – Fritz Wilke, niemiecki teolog protestancki, wykładowca akademicki, działacz nazistowski (zm. 1957)
- 1880:
  - Henryka Frenkel, polska pediatra pochodzenia żydowskiego (zm. 1939)
  - Gustaw Manitius, polski duchowny luterański (zm. 1940)
- 1884 – Achille Liénart, francuski duchowny katolicki, biskup Lille, kardynał (zm. 1973)
- 1885:
  - Sinclair Lewis, amerykański pisarz (zm. 1951)
  - Hugo Sperrle, niemiecki feldmarszałek (zm. 1953)
- 1887 – Néstor Martín-Fernández de la Torre, hiszpański malarz (zm. 1938)
- 1888 – Romuald Zerych, polski rzeźbiarz (zm. 1964)
- 1889 – Harry Nyquist, amerykański inżynier elektryk, naukowiec, wynalazca pochodzenia szwedzkiego (zm. 1976)
- 1890 – Serafino Mazzarocchi, włoski gimnastyk (zm. 1961)
- 1891:
  - Erik Bryggman, fiński architekt (zm. 1955)
  - Jan Sunderland, polski fotografik, krytyk sztuki (zm. 1979)
- 1892:
  - Guido Boni, włoski gimnastyk (zm. 1956)
  - Karel Opočensky, czechosłowacki szachista (zm. 1975)
  - Jan Smeterlin, polski pianista (zm. 1967)
- 1893 – Romuald Balawelder, polski filozof, literat, pedagog, geograf, podróżnik (zm. 1975)
- 1894 – Cor Blekemolen, holenderski kolarz torowy i szosowy (zm. 1972)
- 1895:
  - Paweł Czerwiński, polski podporucznik broni pancernych, dyplomata (zm. 1962)
  - Anita Stewart, amerykańska aktorka, producentka filmowa (zm. 1961)
- 1896:
  - Harold G. Hoffman, amerykański pułkownik, polityk (zm. 1954)
  - Thomas Holenstein, szwajcarski polityk, prezydent Szwajcarii (zm. 1962)
  - Jakub Kagan, polski kompozytor pochodzenia żydowskiego (zm. 1942)
  - Stanisław Lauterbach-Zarzewski, polski publicysta ekonomiczny (zm. 1971)
  - Jacob Paludan, duński pisarz (zm. 1975)
  - Christian Thomas, duński gimnastyk (zm. 1970)
- 1897:
  - Wanda Burdon, polska wywiadowczyni i łączniczka POW (zm. 1920)
  - Antonio Cámpolo, urugwajski piłkarz (zm. 1959)
  - Romuald Adam Cebertowicz, polski inżynier hydrotechnik, polityk, poseł na Sejm PRL (zm. 1981)
  - Aleksandr Czyżewski, rosyjski biofizyk, wynalazca, malarz (zm. 1964)
  - Ernst Kloss, niemiecki historyk sztuki (zm. 1945)
  - Ryszard Sikorski, polski oficer żandarmerii (zm. 1940)
  - Walenty Szała, polski podporucznik (zm. 1987)
- 1898:
  - Kurt Kolle, niemiecki psychiatra, historyk medycyny, wykładowca akademicki (zm. 1975)
  - Hans Krahe, niemiecki filolog, językoznawca, onomasta, wykładowca akademicki (zm. 1965)
  - Karol Piltz, polski szachista (zm. 1939)
  - Roman Turek, polski pisarz, żołnierz AK (zm. 1982)
- 1899:
  - René Crabos, francuski rugbysta (zm. 1964)
  - Wilhelm Kamienobrodzki, polski technolog rolnictwa, agrotechnik (zm. 1967)
  - Arvīds Pelše, łotewski polityk komunistyczny (zm. 1983)
- 1900:
  - Louis Francis, francuski pisarz (zm. 1959)
  - Michaił Frinowski, radziecki komandarm, funkcjonariusz NKWD (zm. 1940)
  - Jože Primožič, jugosłowiański gimnastyk (zm. 1985)
- 1902 – Bruno Streckenbach, niemiecki SS-Gruppenführer, zbrodniarz nazistowski (zm. 1977)
- 1903:
  - Józef Badura, polski nauczyciel, działacz spółdzielczy, polityk (zm. 1943)
  - Edward Garmatz, amerykański polityk (zm. 1986)
  - Antoni Zachemski, polski pisarz, publicysta, działacz ruchu podhalańskiego (zm. 1941)
- 1904:
  - Ryszard Danielczyk, polski duchowny luterański, redaktor, działacz narodowy na Górnym Śląsku (zm. 1943)
  - Kazimierz Narutowicz, litewski polityk pochodzenia polskiego (zm. 1987)
- 1905:
  - Ulf von Euler, szwedzki fizjolog, laureat Nagrody Nobla (zm. 1983)
  - David du Plessis, południowoafrykański pastor zielonoświątkowy (zm. 1987)
  - Kazimierz Rusinek, polski dziennikarz, działacz komunistyczny, polityk, poseł na Sejm Ustawodawczy (zm. 1984)
  - Mihai Tänzer, rumuńsko-węgierski piłkarz, trener pochodzenia niemieckiego (zm. 1993)
- 1906:
  - Oleg Antonow, rosyjski konstruktor lotniczy (zm. 1984)
  - Dorota Lampart, polska artystka, pustelnica (zm. 2005)
  - Puyi, cesarz Chin (zm. 1967)
  - Wanda Zawidzka-Manteuffel, polska graficzka, plakacistka, projektantka wyrobów ze szkła, ceramiki i tkanin (zm. 1994)
- 1907:
  - Arthur Bottomley, brytyjski polityk (zm. 1995)
  - Konstantyn Fernández Álvarez, hiszpański dominikanin, męczennik, błogosławiony (zm. 1936)
  - Walenty Szwajcer, polski nauczyciel, odkrywca osady kultury łużyckiej w Biskupinie (zm. 1994)
- 1908:
  - Szymon Idrjan, polski lekkoatleta, maratończyk, podporucznik rezerwy saperów (zm. 1940)
  - Lech Neyman, polski adwokat, porucznik rezerwy, żołnierz NSZ (zm. 1948)
  - Józef Stefański, polski kolarz szosowy (zm. 1997)
- 1909:
  - Willy Bogner, niemiecki skoczek narciarski, kombinator norweski (zm. 1977)
  - Hélder Câmara, brazylijski duchowny katolicki, arcybiskup metropolita Recife i Olindy (zm. 1999)
  - Lech Piwowar, polski porucznik rezerwy piechoty, poeta, krytyk literacki, tłumacz, satyryk (zm. 1940)
  - Anna Świrszczyńska, polska pisarka, poetka, dramaturg (zm. 1984)
  - Silvio Zavala, meksykański historyk (zm. 2014)
- 1910:
  - Max Bense, niemiecki filozof, semiotyk, logik, fizyk, pisarz, wykładowca akademicki (zm. 1990)
  - Maria Dulcissima Hoffmann, polska zakonnica, mistyczka, Służebnica Boża (zm. 1936)
  - Michaił Noryszew, radziecki żołnierz (zm. 1945)
- 1911:
  - Adam Knioła, polski piłkarz (zm. 1942)
  - Rudolf Raftl, austriacki i niemiecki piłkarz, bramkarz (zm. 1994)
- 1912:
  - Andrzej Rudolf Czaykowski, polski żołnierz AK, cichociemny (zm. 1953)
  - Amédée Fournier, francuski kolarz torowy i szosowy (zm. 1992)
  - Matthias Heidemann, niemiecki piłkarz (zm. 1970)
- 1913:
  - (lub 1914) Ramón Mercader, kataloński agent NKWD, zabójca Lwa Trockiego (zm. 1978)
  - Walenty Musielak, polski piłkarz (zm. 1977)
  - Wacław Pegza, polski piłkarz, trener i działacz piłkarski (zm. 1997)
  - Szapsel Rotholc, polski bokser pochodzenia żydowskiego (zm. 1996)
  - Maciej Święcicki, polski prawnik (zm. 1971)
- 1915:
  - Eddie Bracken, amerykański aktor (zm. 2002)
  - Georges-André Chevallaz, szwajcarski polityk, prezydent Szwajcarii (zm. 2002)
  - August Maus, niemiecki podwodniak (zm. 1995)
  - Teoktyst I, rumuński duchowny prawosławny, patriarcha Rumunii (zm. 2007)
- 1916:
  - Leo Freisinger, amerykański łyżwiarz szybki (zm. 1985)
  - Maria Mirecka-Loryś, polska działaczka kombatancka i polonijna (zm. 2022)
  - Colin Turbayne, australijsko-amerykański filozof, historyk filozofii (zm. 2006)
- 1917:
  - Tymoteusz Muśko, polski malarz naiwny (zm. 1985)
  - Romuald Stopiński, polski zegarmistrz, polityk, poseł na Sejm PRL (zm. 2011)
- 1918 – Wanda Piłsudska, polska lekarka, psychiatra, działaczka emigracyjna, córka Józefa (zm. 2001)
- 1919:
  - Desmond Doss, amerykański kapral (zm. 2006)
  - Ilse Pausin, austriacka łyżwiarka figurowa (zm. 1999)
- 1920 – Jerzy Szapiro, polski neurochirurg pochodzenia żydowskiego (zm. 2011)
- 1921:
  - Lazër Filipi, albański aktor (zm. 2016)
  - Francis-Roland Lambert, amerykański duchowny katolicki, biskup Port Vila na Vanuatu (zm. 1997)
  - Stanisław Lenartowicz, polski reżyser i scenarzysta filmowy (zm. 2010)
- 1922:
  - Hattie Jacques, brytyjska aktorka (zm. 1980)
  - Jan Skácel, morawski pisarz, publicysta, tłumacz (zm. 1989)
- 1923:
  - Dora Bryan, brytyjska aktorka (zm. 2014)
  - Jan Lempkowski, polski fizyk, autor pamiętników, publicysta, działacz kombatancki (zm. 2019)
  - Jiří Pelikán, czechosłowacki polityk, publicysta (zm. 1999)
  - Grigorij Romanow, radziecki polityk (zm. 2008)
  - Tadeusz Tyczyński, polski podporucznik, żołnierz AK, uczestnik powstania warszawskiego (zm. 1944)
- 1925:
  - Marius Constant, francuski kompozytor pochodzenia rumuńskiego (zm. 2004)
  - Mark W. Hannaford, amerykański polityk (zm. 1985)
  - Tomisaku Kawasaki, japoński pediatra (zm. 2020)
  - Liu Binyan, chiński pisarz, dziennikarz, dysydent (zm. 2005)
  - Pedro Luís Guido Scarpa, włoski duchowny katolicki, biskup Ndalatando w Angoli (zm. 2018)
- 1926:
  - Henryka Biedrzycka, polska reżyserka dubbingowa (zm. 2012)
  - Konstantin Fieoktistow, rosyjski inżynier, kosmonauta (zm. 2009)
  - Estanislao Esteban Karlic, argentyński duchowny katolicki, arcybiskup Parany, kardynał (zm. 2025)
  - Trude Klecker, austriacka narciarka alpejska
  - Arthur Olsson, szwedzki biegacz narciarski (zm. 2013)
  - Jaroslav Pitner, czeski hokeista, trener (zm. 2009)
  - Mark Tajmanow, rosyjski szachista, pianista (zm. 2016)
- 1927:
  - Henri Dirickx, belgijski piłkarz (zm. 2018)
  - Aleksandra Fuglewicz, polska działaczka podziemia antyhitlerowskiego (zm. 2007)
  - Juliette Gréco, francuska piosenkarka, aktorka (zm. 2020)
  - Bertie Hill, brytyjski jeździec sportowy (zm. 2007)
  - Wołodymyr Kuc, radziecki lekkoatleta, długodystansowiec (zm. 1975)
  - Władimir Piekar, radziecki reżyser filmowy, animator (zm. 1990)
  - Shahla Riahi, irańska aktorka, reżyserka filmowa (zm. 2019)
  - Janusz Zathey, polski pianista, pedagog (zm. 2010)
- 1928:
  - Jerzy Bączek, polski aktor (zm. 2013)
  - Irena Nowak, polska socjolog (zm. 1995)
  - Kazimierz Zmyślony, polski rolnik, Sprawiedliwy wśród Narodów Świata (zm. 2014)
- 1929 – Ambrogio Ravasi, włoski biskup katolicki, biskup Marsabitu w Kenii (zm. 2020)
- 1930:
  - Vytautas Einoris, litewski agronom, ekonomista, dyplomata, polityk, minister rolnictwa (zm. 2019)
  - Lennart Larsson, szwedzki biegacz narciarski (zm. 2021)
- 1931:
  - Pierre Chambon, francuski genetyk, wykładowca akademicki
  - Öwez Koçumow, turkmeński piłkarz, trener i sędzia piłkarski (zm. 2013)
  - Leszek Sołonowicz, polski architekt (zm. 1984)
- 1932:
  - Romuald Grąbczewski, polski szachista (zm. 2005)
  - Wasilij Kuzniecow, radziecki lekkoatleta, wieloboista (zm. 2001)
  - Hugon Lasecki, polski malarz, rysownik, pedagog
  - Jan Mycielski, polski matematyk, logik, filozof matematyki (zm. 2025)
  - Melpomeni Nelaj, albańska śpiewaczka operowa (sopran) (zm. 1981)
  - Olga Sawicka, polska tancerka, choreografka (zm. 2015)
  - Anton Schlembach, niemiecki duchowny katolicki, biskup Spiry (zm. 2020)
  - Alfred Worden, amerykański pułkownik lotnictwa, astronauta (zm. 2020)
- 1933:
  - Jerzy Boniecki, polski pływak (zm. 2021)
  - Stuart Burrows, brytyjski śpiewak operowy (tenor) (zm. 2025)
  - Aloysio José Leal Penna, brazylijski duchowny katolicki, biskup Paulo Afonso, arcybiskup metropolita Botucatu (zm. 2012)
  - Włodzimierz Łajming, polski malarz, rysownik, pedagog (zm. 2022)
  - Tadeusz Mikoś, polski generał brygady (zm. 2018)
  - Romain Zaleski, polsko-francuski finansista, brydżysta
- 1934:
  - Edward Fenech Adami, maltański polityk, premier i prezydent Malty
  - Piet Bukman, holenderski geograf, polityk, minister obrony, minister rolnictwa, przewodniczący Tweede Kamer (zm. 2022)
  - Paul Chittilapilly, indyjski duchowny syromalabarski, biskup (zm. 2020)
  - King Curtis, amerykański saksofonista jazzowy (zm. 1971)
  - Earl King, amerykański gitarzysta i wokalista bluesowy (zm. 2003)
- 1935:
  - Heinz Czechowski, niemiecki dramaturg, poeta (zm. 2009)
  - Iwan Hrincow, ukraiński polityk (zm. 2019)
  - Cliff Jones, walijski piłkarz
  - Herb Kohl, amerykański polityk, senator (zm. 2023)
  - Karol Madaj, polski trener kolarstwa
  - Antoni Nurzyński, polski operator filmowy (zm. 1974)
- 1936:
  - William Bennett, brytyjski flecista (zm. 2022)
  - Jas Gawronski, włoski dziennikarz, polityk, eurodeputowany pochodzenia polskiego
  - Józef Jungiewicz, polski inżynier górnik, polityk, poseł na Sejm RP (zm. 2015)
  - Marino Klinger, kolumbijski piłkarz (zm. 1975)
  - Luis Santibáñez, chilijski trener piłkarski (zm. 2008)
- 1937:
  - Kazimierz Adamski, polski działacz spółdzielczy, bankowiec, polityk, poseł na Sejm RP
  - Romuald Kłys, polski reżyser filmów animowanych (zm. 1997)
- 1938:
  - Henryka Jóźwik, polska lekkoatletka, biegaczka średniodystansowa (zm. 2017)
  - Joannicjusz (Kobziew), rosyjski biskup prawosławny (zm. 2020)
  - Cayetano Ré, paragwajski piłkarz (zm. 2013)
  - Franco Testa, włoski kolarz torowy (zm. 2025)
- 1939:
  - Ewa Krzyżewska, polska aktorka (zm. 2003)
  - Romuald Kunat, polski dyplomata (zm. 2006)
  - Władimir Tarasow, rosyjski twórca filmów animowanych
- 1940:
  - Gary Bond, brytyjski aktor, piosenkarz (zm. 1995)
  - Jean-Charles Descubes francuski duchowny katolicki, arcybiskup Rouen, prymas Normandii
  - Toshihide Masukawa, japoński fizyk teoretyczny, laureat Nagrody Nobla (zm. 2021)
  - Jan Okrój, polski judoka, trener
  - Agostino Superbo, włoski duchowny katolicki, arcybiskup Potenzy
  - Tony Tan Keng Yam, singapurski matematyk, polityk, prezydent Singapuru
- 1941:
  - Doc Hastings, amerykański polityk
  - Jim King, amerykański koszykarz, trener
  - Ryszard Latko, polski prozaik, poeta, scenarzysta
  - Mieczysław Pawlak, polski ogrodnik, polityk, poseł na Sejm RP (zm. 2014)
- 1942:
  - Limoz Dizdari, albański muzyk, kompozytor, polityk
  - Gert Metz, niemiecki lekkoatleta, sprinter (zm. 2021)
  - Ivan Mládek, czeski piosenkarz, kompozytor, komik, malarz
- 1943:
  - Takashi Fujisawa, japoński skoczek narciarski, kombinator norweski
  - André Wilhelm, francuski kolarz przełajowy i szosowy
- 1944:
  - Witi Ihimaera, maoryski pisarz
  - Kazimierz Madziała, polski organista (zm. 2023)
  - Mario Tullio Montano, włoski szablista
  - Antoni Wit, polski dyrygent
- 1945
  - Grzegorz Madej, polski onkolog i urolog, profesor nauk medycznych (zm. 1998)
  - Julio María Elías Montoya, hiszpański duchowny katolicki, biskup, wikariusz apostolski El Beni
  - Mevlan Shanaj, albański aktor, reżyser i producent filmowy
- 1946:
  - Héctor Babenco, brazylijski reżyser i scenarzysta filmowy (zm. 2016)
  - Krzysztof Machowski, polski aktor
  - Pete Postlethwaite, brytyjski aktor (zm. 2011)
- 1947:
  - Wayne Allwine, amerykański aktor (zm. 2009)
  - Ruth Aspöck, austriacka pisarka
  - Flemming Jørgensen, duński piosenkarz, aktor (zm. 2011)
- 1948:
  - Josef Ackermann, szwajcarski bankowiec, menedżer
  - Prakash Karat, indyjski polityk
  - Aneta Łastik, polska piosenkarka
  - Richard Prebble, nowozelandzki polityk
- 1949:
  - Grzegorz Kędzierski, polski operator filmowy
  - Stanisław Komornicki, polski chemik (zm. 2016)
  - Alan Lancaster, brytyjski muzyk, członek zespołu Status Quo (zm. 2021)
  - Luigi Moretti, włoski duchowny katolicki, arcybiskup Salerno-Campagna-Acerno
  - Tatjana Saryczewa, radziecka siatkarka
- 1950:
  - Mauro Bellugi, włoski piłkarz (zm. 2021)
  - Marilyn Cochran, amerykańska narciarka alpejska
  - Karen Joy Fowler, amerykańska pisarka science fiction i fantasy
  - Patrick McGrath, brytyjski pisarz, scenarzysta filmowy
- 1951:
  - Patrick Allen, jamajski pastor, polityk, gubernator generalny
  - Miroslav Donutil, czeski aktor
  - Manfred Schumann, niemiecki lekkoatleta, płotkarz, bobsleista
  - Marek Szyszko, polski rysownik komiksów, ilustrator książek
  - Christian Tissier, francuski nauczyciel aikido
- 1952:
  - Anna Czajka, polska kulturoznawczyni, filozof
  - John Hickenlooper, amerykański polityk, gubernator Kolorado
  - Aleksander Machalica, polski aktor
  - Vasco Rossi, włoski piosenkarz
- 1953:
  - Francesco Salvi, włoski aktor, piosenkarz
  - Krzysztof Żabiński, polski elektronik, przedsiębiorca, polityk, minister-szef Urzędu Rady Ministrów, poseł na Sejm RP (zm. 2024)
- 1954:
  - Dieter Bohlen, niemiecki muzyk, kompozytor, wokalista, producent muzyczny
  - Tomasz Filipczak, polski działacz opozycji antykomunistycznej, działacz kulturalny (zm. 2019)
  - Marek Szufa, polski pilot (zm. 2011)
- 1955:
  - Dzewegijn Düwczin, mongolski zapaśnik
  - Miguel Ferrer, amerykański aktor (zm. 2017)
  - José Leopoldo González, meksykański duchowny katolicki, biskup Nogales, biskup San Juan de los Lagos
  - Romuald Kamiński, polski duchowny katolicki, biskup warszawsko-praski
  - Mykoła Rybenczuk, ukraiński architekt, konserwator zabytków, pedagog
  - Joazaf (Wasyłykiw), ukraiński biskup prawosławny
- 1956:
  - Zinaida Greceanîi, mołdawska ekonomistka, polityk, premier Mołdawii
  - Krzysztof Mandziara, polski gitarzysta rockowy i bluesrockowy
  - Andrzej Nowak, polski hokeista (zm. 2013)
  - John Posey, amerykański aktor, scenarzysta
  - Mark St. John, amerykański gitarzysta, członek zespołu Kiss (zm. 2007)
  - Antônio Carlos Vieira, brazylijski piłkarz, trener
- 1957:
  - Dênis Derkian, brazylijski aktor
  - Marian Twardoń, polski szachista, trener
- 1958:
  - Giuseppe Baresi, włoski piłkarz
  - Jan Anthonie Bruijn, holenderski polityk, przewodniczący Eerste Kamer
- 1959:
  - Alicja Główczak, polska piłkarka ręczna
  - Tadeusz Guz, polski duchowny katolicki, filozof, teolog
  - Sammy Lee, angielski piłkarz, trener
  - Mick McCarthy, irlandzki piłkarz, trener
  - Karel Mokrý, czeski szachista
- 1960:
  - Biesłan Butba, abchaski polityk, premier Abchazji
  - Gabriel Calderón, argentyński piłkarz, trener
  - Michael Marx, niemiecki kolarz torowy i szosowy
  - Sandra Savino, włoska działaczka samorządowa, polityk
  - James Spader, amerykański aktor
  - Georgi Todorow, bułgarski lekkoatleta, kulomiot
  - Urszula, polska piosenkarka, autorka tekstów
- 1961:
  - Zdeněk Bakala, czeski przedsiębiorca, filantrop
  - Szelomo Benizri, izraelski polityk
  - Donald Bolen, kanadyjski duchowny katolicki, biskup Saskatoon, arcybiskup metropolita Reginy
  - Romuald Garczewski, polski samorządowiec, polityk, poseł na Sejm RP
  - Jacek Grudzień, polski kompozytor
  - Maria Probosz, polska aktorka (zm. 2010)
  - Dieter Schlindwein, niemiecki piłkarz, trener
  - Janusz Turowski, polski piłkarz
- 1962:
  - Salvatore Antibo, włoski lekkoatleta, długodystansowiec
  - Garth Brooks, amerykański piosenkarz
  - David Bryan, amerykański muzyk, kompozytor pochodzenia żydowskiego, członek zespołu Bon Jovi
  - Anna Cicholska, polska nauczycielka, samorządowiec, polityk, poseł na Sejm RP
  - Zé Carlos, brazylijski piłkarz, bramkarz (zm. 2009)
  - Eddie Izzard, brytyjski aktor, komik
  - Ryszard Matuszewski, polski jogin
  - Paweł Silbert, polski samorządowiec, prezydent Jaworzna
- 1963:
  - Mirosław Kubisztal, polski piłkarz
  - Heidemarie Stefanyshyn-Piper, amerykańska komandor, inżynier, astronautka pochodzenia ukraińsko-niemieckiego
- 1964:
  - Piotr Antczak, polski aktor
  - Jacek Podsiadło, polski poeta, prozaik, tłumacz, dziennikarz, publicysta
  - Daviz Simango, mozambicki polityk
- 1965:
  - Ignacio Ambríz, meksykański piłkarz, trener
  - Andrea Chiurato, włoski kolarz szosowy
  - Jason Gedrick, amerykański aktor
  - Adam Kamień, polski aktor
  - Aleksander Pociej, polski adwokat, polityk, senator RP
  - Chris Rock, amerykański aktor, komik, reżyser, scenarzysta i producent filmowy
  - Daniel Sangouma, francuski lekkoatleta, sprinter
- 1966:
  - Jyrki Järvi, fiński żeglarz sportowy
  - Iryna Łucenko, ukraińska inżynier, polityk
  - Tiziano Motti, włoski przedsiębiorca, polityk
  - Kristin Otto, niemiecka pływaczka, dziennikarka sportowa
  - Lucketz Swartbooi, namibijski lekkoatleta, maratończyk
- 1967:
  - Stjepan Andrijašević, chorwacki piłkarz
  - Nicolae Ciucă, rumuński wojskowy, generał, premier Rumunii
  - David Nykl, kanadyjski aktor pochodzenia czeskiego
  - Pavol Zajac, słowacki inżynier, polityk
- 1968:
  - Shawn Anderson, kanadyjski hokeista
  - Peter Bondra, słowacki hokeista
  - Sully Erna, amerykański wokalista, perkusista, członek zespołu Godsmack
  - Free, amerykańska raperka
  - Diego Olivera, argentyński aktor
  - Mark Tewksbury, kanadyjski pływak
- 1969:
  - Fernando Cáceres, argentyński piłkarz
  - Renata Dancewicz, polska aktorka, brydżystka, feministka
  - Omar Hamenad, algierski piłkarz, bramkarz
  - Wiktor Majgurow, rosyjski biathlonista
  - Richard Trautmann, niemiecki judoka
- 1970:
  - Monique Adams, amerykańska siatkarka
  - Castella, angolski piłkarz
  - Marzena Komsta, polska kompozytorka
  - Anna Królikiewicz, polska artystka współczesna
  - Ricardo Rayas, meksykański piłkarz, trener
  - Christian Riesbeck, kanadyjski duchowny katolicki pochodzenia niemieckiego, biskup Saint John
  - Simone White, amerykańska piosenkarka, aktorka
- 1971:
  - Stanisław Biełkowski, rosyjski politolog, publicysta
  - Marek Koźmiński, polski piłkarz, działacz piłkarski
  - Natalie Obkircher, włoska saneczkarka
  - Mykoła Sycz, ukraiński piłkarz, trener
  - Kevin Thompson, amerykański koszykarz
  - Nicolai Wammen, duński samorządowiec, polityk
- 1972:
  - Essence Atkins, amerykańska aktorka, komik
  - Stephanie Cook, brytyjska pięcioboistka nowoczesna
  - Hélène Cortin, francuska wioślarka
  - Aldona Dąbrowska, polska piosenkarka, autorka tekstów, producentka muzyczna
  - Robyn Lively, amerykańska aktorka
  - Dominik Nowak, polski piłkarz, trener
  - Franck Perrot, francuski biathlonista
  - Amon Tobin, brazylijski didżej, muzyk
- 1973:
  - David Hackl, amerykański reżyser i scenograf filmowy
  - Juwan Howard, amerykański koszykarz
  - Dannie Norris, amerykański koszykarz
  - Gerd Siegmund, niemiecki skoczek narciarski
  - Victor Webster, kanadyjski aktor
- 1974:
  - Iwona Guzowska, polska pięściarka, kick-boxerka, polityk, poseł na Sejm RP
  - Emma McLaughlin, amerykańska pisarka
  - Steve Nash, kanadyjski koszykarz
  - Nujabes, japoński muzyk, producent hip-hopowy (zm. 2010)
  - Siergiej Wołkow, rosyjski szachista
  - James Yancey, amerykański raper, producent hip-hopowy (zm. 2006)
- 1975:
  - Mohammed Bijeh, irański seryjny morderca, pedofil (zm. 2005)
  - Wes Borland, amerykański gitarzysta, członek zespołu Limp Bizkit
  - Rémi Gaillard, francuski komik
  - Søren Stryger, duński piłkarz ręczny
  - Jelizawieta Tiszczenko, rosyjska siatkarka
- 1976:
  - Daisuke Oku, japoński piłkarz (zm. 2014)
  - Welizar Popow, bułgarski piłkarz, trener
- 1977:
  - Christian Bouckenooghe, nowozelandzki piłkarz
  - Tsuneyasu Miyamoto, japoński piłkarz
  - Mariusz Pudzianowski, polski strongman, zawodnik MMA
  - Hillary Wolf, amerykańska aktorka, judoczka
- 1978:
  - Daniel van Buyten, belgijski piłkarz
  - Ashton Kutcher, amerykański aktor, producent, scenarzysta filmowy i telewizyjny
  - Ivan Leko, chorwacki piłkarz
  - Milton Palacio, amerykański koszykarz
- 1979:
  - Florian Eckert, niemiecki narciarz alpejski
  - Meike Freitag, niemiecka pływaczka
  - Tawakkul Karman, jemeńska dziennikarka, polityk, działaczka na rzecz praw człowieka, laureatka Pokojowej Nagrody Nobla
  - Aleksander Mendyk, polski gitarzysta, członek zespołu Acid Drinkers (zm. 2008)
  - Cerina Vincent, amerykańska aktorka
- 1980:
  - Dalibor Bagarić, chorwacki koszykarz
  - Duncan Grant, nowozelandzki wioślarz
  - David Mateus, portugalski rugbysta
  - Diogo Mateus, portugalski rugbysta
  - Simone Raineri, włoski wioślarz
  - Magdalena Schejbal, polska aktorka
- 1981:
  - Ken Kotyk, kanadyjski bobsleista pochodzenia ukraińskiego
  - Michael Wieler, niemiecki wioślarz
- 1982:
  - Nihan Güneyligil, turecka siatkarka
  - Nicola Spirig, szwajcarska triathlonistka
  - Mickaël Piétrus, francuski koszykarz
- 1983:
  - Eis, polski raper
  - Malcolm Howard, kanadyjski wioślarz
  - Christian Klien, austriacki kierowca wyścigowy
  - Federico Marchetti, włoski piłkarz, bramkarz
  - Mark Oldershaw, kanadyjski kajakarz, kanadyjkarz
  - Ryan St. Onge, amerykański narciarz dowolny
- 1984:
  - Trey Hardee, amerykański lekkoatleta, wieloboista
  - Małolat, polski raper
  - Ari Nyman, fiński piłkarz
- 1985:
  - Bartosz Dąbkowski, polski hokeista
  - Tina Majorino, amerykańska aktorka
  - Tegan Moss, kanadyjska aktorka
  - Deborah Ann Woll, amerykańska aktorka
- 1986:
  - Vincent Bossou, togijski piłkarz
  - Deanna Casaluce, kanadyjska aktorka pochodzenia włoskiego
  - Michael Orozco, amerykański aktor pochodzenia meksykańskiego
  - Maksim Rakow, kazachski judoka
  - Lina Stančiūtė, litewska tenisistka
  - Pippa Wilson, brytyjska żeglarka sportowa
- 1987:
  - Cynthia Barboza, amerykańska siatkarka pochodzenia kabowerdyjskiego
  - Joel Freeland, brytyjski koszykarz
  - Achmad Jufriyanto, indonezyjski piłkarz
  - Kerli Kõiv, estońska piosenkarka
  - Marina Nakamura, japońska piosenkarka
- 1988:
  - Monika Brodka, polska piosenkarka, gitarzystka, autorka tekstów, kompozytorka
  - Nikola Fraňková, czeska tenisistka
  - Nicki Bille Nielsen, duński piłkarz
- 1989:
  - Mohamed Amsif, marokański piłkarz, bramkarz
  - Nick Calathes, amerykański koszykarz pochodzenia greckiego
  - Neil Taylor, walijski piłkarz
  - Isaiah Thomas, amerykański koszykarz
  - Elia Viviani, włoski kolarz szosowy i torowy
- 1990:
  - Olivier Bonnes, nigerski piłkarz
  - Neil Etheridge, filipiński piłkarz, bramkarz
  - Johnny Leverón, honduraski piłkarz
  - Dalilah Muhammad, amerykańska lekkoatletka, płotkarka
  - Natascha Niemczyk, niemiecka siatkarka pochodzenia polskiego
  - Steven Stamkos, kanadyjski hokeista
  - Rebecca Ward, amerykańska szablistka
- 1991:
  - Natalija Dowhod´ko, ukraińska wioślarka
  - Angielina Krasnowa, rosyjska lekkoatletka, tyczkarka
  - Francesca Lollobrigida, włoska łyżwiarka szybka
  - Richard Pánik, słowacki hokeista
  - Ryan O’Reilly, kanadyjski hokeista
  - Marta Rózga, polska judoczka
  - Aleksandra Sikora, polska piłkarka
  - Zhou Yimiao, chińska tenisistka
- 1992:
  - Jose Baxter, angielski piłkarz
  - Ana Beatriz Correa, brazylijska siatkarka
  - Sergi Roberto, hiszpański piłkarz
- 1993:
  - Valon Berisha, norweski piłkarz pochodzenia kosowskiego
  - Zach Davies, amerykański baseballista
  - David Dorfman, amerykański aktor
  - Diego Laxalt, urugwajski piłkarz
  - Darwin Machís, wenezuelski piłkarz
  - Todor Nedelew, bułgarski piłkarz
  - Agata Turkot, polska aktorka
  - Aleksandra Vidović, bośniacka lekkoatletka, oszczepniczka
  - Greg Whittington, amerykański koszykarz
- 1994:
  - Nina Christen, szwajcarska strzelczyni sportowa
  - Kimmer Coppejans, belgijski tenisista
  - Rui Silva, portugalski piłkarz, bramkarz
  - Alexandra Longová, słowacka łuczniczka
  - Alessandro Schöpf, austriacki piłkarz
  - Przemysław Stępień, polski siatkarz
  - Brittney Sykes, amerykańska koszykarka
- 1995:
  - Gaël Andonian, francusko-ormiański piłkarz
  - Cao Yuan, chiński skoczek do wody
  - Darian Cruz, amerykański i portorykański zapaśnik
  - Tom Glynn-Carney, brytyjski aktor
  - Neil Gourley, brytyjski lekkoatleta, średniodystansowiec
  - Cameron Reynolds, amerykański koszykarz
  - Shani Tarashaj, szwajcarski piłkarz pochodzenia albańskiego
  - Alexandra Wenk, niemiecka pływaczka
- 1996:
  - David Beaudoin, francusko-kanadyjski aktor
  - Manon Brunet, francuska szablistka
  - Aaron Ekblad, kanadyjski hokeista
  - Pierre Gasly, francuski kierowca wyścigowy
  - Anna Puławska, polska kajakarka
  - Ajdos Sułtangali, kazachski zapaśnik
- 1997:
  - Nicolò Barella, włoski piłkarz
  - Grace Bullen, norweska zapaśniczka
  - Anhelina Kalinina, ukraińska tenisistka
  - Matt Mooney, amerykański koszykarz
  - Yin Hang, chińska lekkoatletka, chodziarka
- 1998:
  - Michael Folorunsho, włoski piłkarz pochodzenia nigeryjskiego
  - Igor Julio, brazylijski piłkarz
  - Hollie Stephenson, brytyjska piosenkarka, autorka tekstów
  - Álex Zendejas, amerykański piłkarz pochodzenia meksykańskiego
- 1999:
  - Danyło Beskorowajny, ukraiński piłkarz
  - Omar Marmoush, egipski piłkarz
  - Bea Miller, amerykańska piosenkarka, autorka tekstów, aktorka
  - Monica Okoye, japońska koszykarka
  - Francesco Recine, włoski siatkarz
  - Jonas Wind, duński piłkarz
- 2000:
  - Simon Ehammer, szwajcarski lekkoatleta, wieloboista i skoczek w dal
  - Mlodyskiny, polski raper, autor tekstów
- 2001:
  - Kristoffer Eriksen Sundal, norweski skoczek narciarski
  - R.J. Hampton, amerykański koszykarz
  - Maik Nawrocki, polski piłkarz
  - Kacper Smoliński, polski piłkarz
- 2002:
  - Ai Yanhan, chińska pływaczka
  - Nicolás Ferreira, urugwajski piłkarz
  - Wiktoria Zasada, polska koszykarka
- 2003:
  - Mateusz Bartkowiak, polski żużlowiec
  - Alice D’Amato, włoska gimnastyczka
- 2004:
  - Kavelishimwe Abraham, namibijska zapaśniczka
  - Nathan Saliba, kanadyjski piłkarz pochodzenia haitańskiego
  - Miguel Vázquez, meksykański piłkarz
- 2005 – Arthur Vermeeren, belgijski piłkarz
- 2006 – David Martínez, wenezuelski piłkarz
- 2025 – Ines Bernadotte, szwedzka księżniczka

## Zmarli
- 590 – Pelagiusz II, papież (ur. ?)
- 999 – Bolesław II Pobożny, książę Czech (ur. ?)
- 1045 – Go-Suzaku, cesarz Japonii (ur. 1009)
- 1209 – Otto von Kerpen, wielki mistrz zakonu krzyżackiego (ur. ?)
- 1235 – Hugo z Wells, angielski duchowny katolicki, biskup Lincoln (ur. ?)
- 1259 – Tomasz II, hrabia Piemontu i Flandrii (ur. 1199)
- 1317 – Robert z Clermont, francuski książę (ur. 1256)
- 1320 – Jan Muskata, polski duchowny katolicki, biskup krakowski (ur. ok. 1250)
- 1407 – Jakub Plichta, polski duchowny katolicki, biskup wileński (ur. ?)
- 1461 – Antoni ze Stroncone, włoski franciszkanin, brat zakonny, eremita, błogosławiony (ur. 1381)
- 1514 – Adam z Bochenia, polski lekarz, humanista, pisarz, filozof, profesor i rektor Akademii Krakowskiej (ur. ?)
- 1526 – Mikołaj Mściwy, polski duchowny katolicki, biskup pomocniczy gnieźnieński (ur. ?)
- 1530 – Enrique Cardona y Enríquez, hiszpański duchowny katolicki, biskup Barcelony, arcybiskup Monreale, kardynał (ur. 1485)
- 1538 – Olav Engelbrektsson, norweski duchowny katolicki, arcybiskup Nidaros (Trondheim) (ur. ok. 1480)
- 1539 – Anna Hohenzollern, margrabianka brandenburska, księżna cieszyńska (ur. 1487)
- 1560 – Baccio Bandinelli, włoski rzeźbiarz (ur. 1488)
- 1593:
  - Jakub Salès, francuski jezuita, męczennik, błogosławiony (ur. 1566)
  - Wilhelm Saultemouche, francuski jezuita, męczennik, błogosławiony (ur. 1556)
- 1596 – Jerzy I Pobożny, landgraf Hesji-Darmstadt (ur. 1547)
- 1601 – Martin Garzes, wielki mistrz zakonu joannitów (ur. 1526)
- 1603 – Hermann Wilken, niemiecki matematyk (ur. 1522)
- 1605 – Salomon Gesner, niemiecki teolog luterański (ur. 1559)
- 1626 – Wilhelm V Pobożny, książę Bawarii (ur. 1548)
- 1632 – Małgorzata Gonzaga, księżniczka Mantui, księżna Lotaryngii i Bar (ur. 1591)
- 1642:
  - William Bedell, angielski duchowny anglikański, biskup Kilmore i Ardagh (ur. 1571)
  - Maria Anna Izabela Wazówna, polska królewna (ur. 1642)
- 1643 – Mikołaj Szyszkowski, polski duchowny katolicki, książę biskup warmiński, administrator apostolski diecezji sambijskiej, sekretarz królewski, sekretarz wielki koronny (ur. ?)
- 1652 – Gregorio Allegri, włoski kompozytor (ur. 1582)
- 1684 – Ernest Bogusław von Croy, książę kamieński, namiestnik generalny Prus Książęcych, biskup kamieński (ur. 1620)
- 1693 – Paul Pellisson, francuski pisarz (ur. 1624)
- 1734 – Krystian Ulryk Wirtemberski, książę oleśnicki (ur. 1691)
- 1736 – Stephen Gray, angielski barwiarz, naukowiec, astronom amator (ur. 1666)
- 1751 – Fryderyk IV, landgraf Hesji-Homburg (ur. 1724)
- 1779 – William Boyce, angielski kompozytor (ur. 1711)
- 1786 – Jan Baptysta Czempiński, polski lekarz, sekretarz królewski (ur. 1721)
- 1797 – Balthasar Ludwig Tralles, niemiecki lekarz, uczony, poeta (ur. 1708)
- 1799 – Qianlong, cesarz Chin (ur. 1711)
- 1800 – Anna Jabłonowska, polska ekonomistka, kolekcjonerka, mecenas nauki i sztuki, wojewodzina bracławska (ur. 1728)
- 1801 – Daniel Chodowiecki, polski malarz (ur. 1726)
- 1804 – William Bingham, amerykański przedsiębiorca, polityk, dyplomata (ur. 1752)
- 1806 – Christian Heinrich Groskurd, niemiecki pedagog, pisarz (ur. 1747)
- 1812 – Idzi Maria od św. Józefa, włoski franciszkanin, święty (ur. 1729)
- 1816 – Jan z Triory, włoski franciszkanin, misjonarz, męczennik, święty (ur. 1760)
- 1823 – Ann Radcliffe, brytyjska pisarka (ur. 1764)
- 1837 – Gustaw IV Adolf Oldenburg, król Szwecji (ur. 1778)
- 1839 – Karl August Nicander, szwedzki poeta (ur. 1799)
- 1843:
  - Antoni Laub, polski malarz miniaturzysta, litograf pochodzenia węgierskiego (ur. 1792)
  - Karol Muyschel, polski lekarz, jeden z twórców polskiej weterynarii (ur. 1799)
- 1845 – Mateusz Maurycy Wojakowski, polski duchowny katolicki, biskup lubelski (ur. 1775)
- 1846 – Jan Wincenty Bandtkie, polski historyk prawa, edytor, leksykograf, wykładowca akademicki pochodzenia niemieckiego (ur. 1783)
- 1847 – Stanisław Breza, polski szlachcic, polityk (ur. 1752)
- 1848 – Christen Købke, duński malarz (ur. 1810)
- 1852 – Robert Reinick, niemiecki malarz, poeta (ur. 1805)
- 1856 – Rozalia Rendu, francuska szarytka, błogosławiona (ur. 1786)
- 1860 – Karol Sienkiewicz, polski poeta, historyk, działacz społeczno-polityczny (ur. 1793)
- 1862 – František Škroup, czeski kompozytor, autor muzyki do hymnu Czech (ur. 1801)
- 1864 – Vuk Karadžić, serbski językoznawca, etnograf, tłumacz (ur. 1787)
- 1871 – Maria od Opatrzności, francuska zakonnica, błogosławiona (ur. 1825)
- 1873 – Sheridan Le Fanu, irlandzki pisarz, dziennikarz (ur. 1814)
- 1878 – Pius IX, papież (ur. 1792)
- 1880 – Arthur Morin, francuski generał, fizyk (ur. 1795)
- 1883 – Józef Szujski, polski historyk, pisarz, publicysta, polityk (ur. 1835)
- 1885 – Yatarō Iwasaki, japoński finansista, przedsiębiorca (ur. 1835)
- 1891 – Wincenty Korotyński, polski prozaik, poeta, leksykograf, dziennikarz (ur. 1831)
- 1892 – Joseph Bayma, włoski jezuita, chemik, matematyk (ur. 1816)
- 1893 – Anna Maria Adorni, włoska zakonnica, błogosławiona (ur. 1805)
- 1894:
  - Johannes Dumichen, niemiecki egiptolog (ur. 1833)
  - Franz Hermann Reinhold von Frank, niemiecki teolog luterański (ur. 1827)
- 1897 – Galileo Ferraris, włoski fizyk, inżynier, elektrotechnik (ur. 1847)
- 1904:
  - Julia Baranowska, polska nauczycielka, działaczka patriotyczna i kobieca (ur. 1827)
  - Konstanty Łobojko, polski aktor, dyrektor teatrów (ur. ok. 1832)
- 1906 – Florian Trawiński, polski historyk sztuki, uczestnik Komuny Paryskiej, kierownik resortu kultury i sztuki komunardów (ur. 1850)
- 1907:
  - George Goschen, brytyjski polityk pochodzenia niemieckiego (ur. 1831)
  - Preston Leslie, amerykański polityk (ur. 1819)
  - George Colby Mackrow, brytyjski konstruktor okrętowy (ur. 1830)
- 1908 – Ernest I, książę Saksonii-Altenburg (ur. 1826)
- 1909:
  - Erazm Jerzmanowski, polski przemysłowiec, działacz społeczny (ur. 1844)
  - Catulle Mendès, francuski poeta, prozaik, dramaturg (ur. 1841)
- 1912:
  - Kazimierz Eysmont, polski urzędnik kolejowy, uczestnik powstania styczniowego (ur. ?)
  - Dmitrij Milutin, rosyjski feldmarszałek, polityk (ur. 1816)
- 1915:
  - Stanisław Kaszubski, polski działacz socjalistyczny i niepodległościowy, porucznik Legionów Polskich (ur. 1880)
  - Scipione Tecchi, włoski kardynał, wysoki urzędnik Kurii Rzymskiej (ur. 1854)
- 1916:
  - Henryk Gumol, podoficer Legionów Polskich, kawaler Orderu Virtuti Militari (ur. 1897)
  - Klara Szczęsna, polska zakonnica, współzałożycielka sercanek, błogosławiona (ur. 1863)
- 1917:
  - Henri Duhamel, francuski alpinista (ur. 1853)
  - Joseph Halévy, francuski archeolog, orientalista, podróżnik (ur. 1827)
- 1920:
  - Ludwik Hordyński, polski matematyk, wykładowca akademicki (ur. 1882)
  - Aleksandr Kołczak, rosyjski admirał, jeden z dowódców ruchu antybolszewickiego (ur. 1874)
  - Francis J. Parater, amerykański kleryk, Sługa Boży (ur. 1897)
  - Wiktor Piepielajew, rosyjski polityk (ur. 1884)
- 1921 – Emil Gołogórski, polski generał porucznik inżynier (ur. 1862)
- 1922 – Samuel Fielden, brytyjski anarchista (ur. 1847)
- 1925 – Karl Oswald Engler, niemiecki chemik, wykładowca akademicki (ur. 1842)
- 1927 – Walter Guion, amerykański prawnik, polityk (ur. 1849)
- 1929:
  - Édouard Hugon, francuski teolog i filozof (ur. 1867)
  - Piotr (Zwieriew), rosyjski biskup prawosławny, nowomęczennik (ur. 1878)
- 1930 – John Herbert Bowes-Lyon, brytyjski arystokrata, wojskowy (ur. 1886)
- 1933:
  - George Clarke, brytyjski arystokrata, pułkownik, administrator kolonialny (ur. 1848)
  - Carl Steinhofer, austriacki architekt (ur. 1872)
- 1934 – Leon Zamenhof, polski laryngolog, esperantysta pochodzenia żydowskiego (ur. 1875)
- 1935 – Michał Ostrowski, polski rolnik, polityk, poseł na Sejm Ustawodawczy (ur. 1876)
- 1937 – Elihu Root, amerykański prawnik, polityk, dyplomata, laureat Pokojowej Nagrody Nobla (ur. 1845)
- 1938:
  - Harvey Samuel Firestone, amerykański przedsiębiorca (ur. 1868)
  - Francis Gladheim Pease, amerykański astronom (ur. 1881)
- 1939:
  - Boris Grigorjew, rosyjski malarz (ur. 1886)
  - Anzelm Polanco Fontecha, hiszpański augustianin, biskup, męczennik, błogosławiony (ur. 1881)
  - Filip Ripoll Morata, hiszpański duchowny katolicki, męczennik, błogosławiony (ur. 1878)
- 1940:
  - Tadeusz Gluziński, polski polityk narodowy, ideolog, publicysta (ur. 1888)
  - Jan Lewiński, polski duchowny katolicki (ur. 1908)
  - Jan Rompczyk, polski działacz społeczno-kulturalny w Gdańsku (ur. 1898)
- 1941:
  - Józef Ab, polski nauczyciel, działacz oświatowy pochodzenia żydowskiego (ur. 1863)
  - Stanisław Mróz, polski dziennikarz (ur. 1881)
- 1942:
  - Iwan Bilibin, rosyjski ilustrator, scenograf (ur. 1872)
  - Walter Davidson, amerykański przedsiębiorca (ur. 1877)
  - Henryk Koiszewski, polski generał brygady (ur. 1857)
  - Wojciech Nierychlewski, polski duchowny katolicki, błogosławiony (ur. 1903)
- 1943:
  - Jadwiga Milewska, polska posiadaczaka ziemska, działaczka społeczna, publicystka (ur. 1868)
  - Władysław Sołtan, polski prawnik, polityk, minister spraw wewnętrznych (ur. 1870)
- 1944:
  - Lina Cavalieri, włoska śpiewaczka operowa (sopran), aktorka (ur. 1874)
  - Per Lindberg, szwedzki reżyser filmowy (ur. 1890)
  - Robert E. Park, amerykański socjolog (ur. 1864)
- 1945:
  - Bruno Ehrlich, niemiecki archeolog, historyk, muzealnik, pedagog (ur. 1868)
  - Aleksandr Nazarow, radziecki starszy porucznik (ur. 1925)
- 1946:
  - Davids Beika, łotewski i radziecki polityk (ur. 1885)
  - Erwin Brenneisen, polski podporucznik, żołnierz ZWZ/AK, uczestnik powstania warszawskiego (ur. 1896)
- 1947 – William Edwin Van Amburgh, amerykański działacz religijny, członek zarządu Towarzystwa Strażnica (ur. 1863)
- 1949 – Gurcharan Singh Grewal, indyjski hokeista na trawie (ur. 1911)
- 1950 – Józef Parmeński, tytularny książę Parmy i Piacenzy (ur. 1875)
- 1953:
  - Alexis Bartet, francuski inżynier górnik (ur. 1880)
  - Stanisław Bielski, polski pułkownik, oficer wywiadu wojskowego (ur. 1897)
- 1954 – Battling Nelson, duński bokser (ur. 1882)
- 1957 – Petro Werhun, duchowny greckokatolicki, męczennik, błogosławiony (ur. 1890)
- 1959 – Daniel F. Malan, południowoafrykański duchowny kalwiński, polityk, premier Związku Południowej Afryki (ur. 1874)
- 1960:
  - Filip Friedman, polski historyk pochodzenia żydowskiego (ur. 1901)
  - Igor Kurczatow, rosykski fizyk atomowy (ur. 1903)
- 1962 – Jakub Zonszajn, polski poeta, prozaik, eseista, dramaturg pochodzenia żydowskiego (ur. 1914)
- 1963 – Learco Guerra, włoski kolarz szosowy i torowy (ur. 1903)
- 1965:
  - Adam Gerżabek, polski malarz, krytyk sztuki, pedagog (ur. 1898)
  - Władysław Jarocki, polski malarz (ur. 1879)
  - Lee Hoi-chuen, hongkoński aktor, montażysta filmowy (ur. 1901)
- 1968:
  - Nick Adams, amerykański aktor (ur. 1931)
  - Iwan Pyrjew, rosyjski reżyser filmowy (ur. 1901)
  - Roy Glenwood Spurling, amerykański neurochirurg (ur. 1894)
- 1969 – Hans Rademacher, amerykański matematyk, wykładowca akademicki pochodzenia niemieckiego (ur. 1892)
- 1970:
  - Abe Attell, amerykański bokser pochodzenia żydowskiego (ur. 1883)
  - Frank Moss, angielski piłkarz, bramkarz, trener (ur. 1909)
- 1972 – Walter Lang, amerykański reżyser filmowy (ur. 1896)
- 1973:
  - Nikoła Martinoski, macedoński malarz, grafik (ur. 1903)
  - Süleyman Vəzirov, azerski i radziecki polityk (ur. 1910)
- 1975
  - Nilo Murtinho Braga, brazylijski piłkarz (ur. 1903)
  - Larry Crosby, amerykański publicysta (ur. 1895)
  - Clarence Stein, amerykański architekt, urbanista pochodzenia żydowskiego (ur. 1882)
- 1976:
  - William Greggan, brytyjski przeciągacz liny (ur. 1882)
  - Mieczysław Tarka, polski piłkarz, trener (ur. 1919)
- 1979 – Josef Mengele, niemiecki lekarz, zbrodniarz wojenny (ur. 1911)
- 1980:
  - Secondo Campini, włoski inżynier (ur. 1904)
  - Eugen Dasović, chorwacki piłkarz (ur. 1896)
- 1981 – Zofia Rudnicka, polska prawnik, sędzia, działaczka społeczna (ur. 1907)
- 1983 – Rem Abzałow, radziecki major (ur. 1914)
  - Alfonso Calzolari, włoski kolarz szosowy (ur. 1887)
- 1984:
  - Marian Lityński, polski profesor nauk rolnych, polityk, poseł do KRN, na Sejm Ustawodawczy i Sejm PRL (ur. 1899)
  - Adam Wolff, polski wioślarz, historyk, wykładowca akademicki (ur. 1899)
- 1987:
  - Claudio Villa, włoski piosenkarz (ur. 1926)
  - Czesław Wołłejko, polski aktor, reżyser teatralny (ur. 1916)
- 1988:
  - Lin Carter, amerykański pisarz, krytyk literacki (ur. 1930)
  - Jan Swiderski, polski chemik, wykładowca akademicki (ur. 1904)
- 1989 – Henryk Zachmost, polski kapitan, żołnierz AK, cichociemny (ur. 1924)
- 1990:
  - Stanisław Gawlik, polski aktor (ur. 1925)
  - Alan Perlis, amerykański informatyk, wykładowca akademicki pochodzenia żydowskiego (ur. 1922)
- 1991:
  - Otto Friedrich Bollnow, niemiecki pedagog, filozof (ur. 1903)
  - John Guise, papuaski polityk, gubernator generalny (ur. 1914)
- 1993:
  - Şövkət Ələkbərova, azerska piosenkarka (ur. 1922)
  - Olle Heyman, szwedzki żużlowiec (ur. 1930)
  - Radek Pilař, czeski plastyk (ur. 1931)
- 1994:
  - Witold Lutosławski, polski kompozytor, pianista, dyrygent (ur. 1913)
  - Arnold Smith, kanadyjski dyplomata (ur. 1915)
- 1995:
  - Michaił Maczin, radziecki generał porucznik lotnictwa (ur. 1907)
  - Massimo Pallottino, włoski archeolog, wykładowca akademicki (ur. 1909)
- 1997:
  - Rösli Streiff, szwajcarska narciarka alpejska (ur. 1901)
  - Mary Wills, amerykańska kostiumografka (ur. 1914)
- 1999:
  - Husajn I, król Jordanii (ur. 1935)
  - Youhannan Semaan Issayi, irański duchowny katolicki obrządku chaldejskiego, arcybiskup teherański (ur. 1914)
  - Antonio Pacenza, argentyński bokser (ur. 1928)
- 2000 – Big Pun, amerykański raper (ur. 1971)
- 2001:
  - Władysław Forbert, polski operator filmowy (ur. 1915)
  - Michael Grylls, brytyjski polityk (ur. 1934)
- 2002:
  - Elisa Bridges, amerykańska aktorka (ur. 1973)
  - David Gibson-Watt, brytyjski polityk (ur. 1918)
  - Zizinho, brazylijski piłkarz (ur. 1921)
- 2003:
  - Aleksandr Iszlinski, rosyjski matematyk, mechanik, wykładowca akademicki (zm. 1913)
  - Augusto Monterroso, gwatemalski pisarz (ur. 1921)
  - Lidija Sielichowa, rosyjska łyżwiarka szybka (ur. 1922)
  - Aleksiej Szkolnikow, radziecki polityk (ur. 1914)
- 2004:
  - Safia Farhat, tunezyjska artystka, wykładowczyni akademicka, działaczka na rzecz praw kobiet (ur. 1924)
  - Micheil Korkia, gruziński koszykarz (ur. 1948)
- 2005:
  - Atli Dam, farerski polityk, premier Wysp Owczych (ur. 1932)
  - Paul Rebeyrolle, francuski malarz (ur. 1926)
- 2006 – Ibrahim Kodra, albański malarz (ur. 1918)
- 2007:
  - Alan MacDiarmid, nowozelandzki chemik, laureat Nagrody Nobla (ur. 1927)
  - Teresa Pągowska, polska malarka (ur. 1926)
- 2008:
  - Andrew Bertie, brytyjski wielki mistrz zakonu joannitów (ur. 1929)
  - Alberto Bustamante Belaunde, peruwiański polityk, premier Peru (ur. 1950)
  - Hoàng Minh Chính, wietnamski działacz komunistyczny (ur. 1922)
  - Sławomir Kulpowicz, polski pianista jazzowy (ur. 1952)
- 2009:
  - Jan Bachleda-Curuś, polski narciarz alpejski (ur. 1951)
  - Molly Bee, amerykańska piosenkarka country (ur. 1939)
  - Stanisław Frączysty, polski żołnierz AK, kurier tatrzański (ur. 1917)
  - Ignacy Lewandowski, polski aktor (ur. 1939)
  - Kazimierz Polański, polski językoznawca, lingwista (ur. 1929)
  - Piotr Stańczak, polski geolog (ur. 1966)
- 2010:
  - Franco Ballerini, włoski kolarz szosowy (ur. 1964)
  - André Kolingba, środkowoafrykański polityk, prezydent Republiki Środkowoafrykańskiej (ur. 1935)
  - William Tenn, amerykański pisarz science fiction (ur. 1920)
- 2011 – Hysen Hakani, albański reżyser i scenarzysta filmowy (ur. 1932)
- 2012 – Harry Keough, amerykański piłkarz (ur. 1927)
- 2013:
  - William Anthony Hughes, amerykański duchowny katolicki, biskup Covington (ur. 1921)
  - Jürgen Untermann, niemiecki językoznawca, filolog, epigrafik (ur. 1928)
  - Władysław Welfe, polski ekonomista (ur. 1927)
- 2015:
  - Billy Casper, amerykański golfista (ur. 1931)
  - Adam Grad, polski piłkarz (ur. 1969)
  - Joe B. Mauldin, amerykański kontrabasista rockowy (ur. 1940)
  - Dean Smith, amerykański trener koszykarski (ur. 1931)
  - Gordon Stone, australijski rugbysta, trener (ur. 1914)
- 2016:
  - Alicja Łodzińska, polska chemik (ur. 1925)
  - Jan Warda, polski działacz podziemia niepodległościowego w czasie II wojny światowej (ur. ok. 1931)
- 2017:
  - Sotsha Dlamini, suazyjski polityk, premier Suazi (ur. 1940)
  - Isma’il Hamdani, algierski dyplomata, polityk, premier Algierii (ur. 1930)
  - Richard Hatch, amerykański aktor (ur. 1945)
  - Luis Alberto Luna Tobar, ekwadorski duchowny katolicki, biskup Quito (ur. 1923)
  - Hans Rosling, szwedzki naukowiec (ur. 1948)
  - Tomasz Śpiewak, polski kompozytor (ur. 1936)
  - Tzvetan Todorov, bułgarski filozof (ur. 1939)
  - Elżbieta Wojciechowska, polska aktorka (ur. 1933)
- 2018:
  - John Perry Barlow, amerykański poeta, eseista, autor tekstów piosenek (ur. 1947)
  - Bernard Darmet, francuski kolarz torowy (ur. 1945)
  - Mickey Jones, amerykański muzyk, aktor (ur. 1941)
  - Herman Münninghoff, holenderski duchowny katolicki, posługujący w Indonezji, biskup Jayapury (ur. 1921)
  - Waldemar Rajca, polski dziennikarz, publicysta, bloger, polityk, działacz społeczny (ur. 1954)
  - Mieczysław Święcicki, polski piosenkarz, aktor (ur. 1936)
  - Stanisław Wawrykiewicz, polski pieśniarz, muzyk (ur. 1953)
- 2019:
  - John Dingell, amerykański polityk (ur. 1926)
  - Tomasz Filipczak, polski działacz opozycji antykomunistycznej, działacz kulturalny (ur. 1954)
  - Albert Finney, brytyjski aktor (ur. 1936)
  - Per Olov Jansson, fiński fotograf (ur. 1920)
  - Jan Olszewski, polski prawnik, adwokat, publicysta, polityk, sędzia Trybunału Stanu, poseł na Sejm i premier RP (ur. 1930)
  - Frank Robinson, amerykański baseballista (ur. 1935)
- 2020:
  - Orson Bean, amerykański aktor (ur. 1928)
  - Li Wenliang, chiński okulista (ur. 1986)
  - Nexhmije Pagarusha, albańska piosenkarka, aktorka (ur. 1933)
  - Eugeniusz Pieniążek, polski pilot, konstruktor jednoosobowego samolotu „Kukułka“ (ur. 1934)
- 2021:
  - Luis Feito, hiszpański malarz (ur. 1929)
  - Leslie Laing, jamajski lekkoatleta, sprinter (ur. 1925)
  - Roman Nyga, polski malarz (ur. 1938)
  - Mario Osbén, chilijski piłkarz (ur. 1955)
  - René-Victor Pilhes, francuski pisarz (ur. 1934)
  - Giuseppe Rotunno, włoski operator filmowy (ur. 1923)
- 2022:
  - Jerzy Bartmiński, polski językoznawca, etnolingwista, folklorysta, slawista (ur. 1939)
  - Ivan Hudec, słowacki prozaik, dramaturg, polityk, minister kultury (ur. 1947)
  - Zbigniew Namysłowski, polski saksofonista jazzowy (ur. 1939)
  - Andrzej Rapacz, polski biathlonista, biegacz narciarski (ur. 1948)
  - Douglas Trumbull, amerykański reżyser i producent filmowy, specjalista ds. efektów specjalnych (ur. 1942)
  - Yi Lijun, chińska pisarka, tłumaczka, badaczka literatury polskiej (ur. 1934)
- 2023:
  - Friedel Lutz, niemiecki piłkarz (ur. 1939)
  - Ołeksandr Radczenko, ukraiński piłkarz (ur. 1976)
  - Luc Winants, belgijski szachista (ur. 1963)
- 2024:
  - Luigi Arienti, włoski kolarz szosowy i torowy (ur. 1937)
  - Krzysztof Zapart, polski pilot, baloniarz (ur. 1971)
- 2025:
  - Denise Brice, francuska paleontolog (ur. 1928)
  - Tony Roberts, amerykański aktor (ur. 1939)